# Полосинский
Полосинский — посёлок в Верхнеуральском районе Челябинской области России. Входит в состав Форштадтского сельского поселения.
Поселок вырос на месте хутора, основного в 1912 году городским главой Верхнеуральска П. С. Полосиным 

## География
Расположен в центральной части района. Расстояние до районного центра города Верхнеуральска 15 км.

## Население
| 2002 | 2010 |
| ---- | ---- |
| 262  | ↘173 |

(в 1926 — 48, в 1970 — 336, в 1983 — 258, в 1995 — 305)

## Улицы
- Колхозная,
- Лесная,
- Мира,
- Солнечная,
- Школьная.

## Инфраструктура
- Фельдшерско-акушерский пункт.